# Lucas Scott
Lucas Scott, gespeeld door acteur Chad Michael Murray, is een personage uit de televisieserie One Tree Hill.

## Biografie
Lucas Scott is de zoon van Dan Scott en Karen Roe en de neef van Keith Scott. Hij heeft een jongere halfbroer die Nathan Scott heet. Hij werd door zijn moeder en oom opgevoed, omdat zijn vader hem verliet om te trouwen met Deb Scott. Lucas groeide op in Tree Hill en is goed bevriend met Haley James.
Lucas heeft een grote interesse voor basketbal en literatuur.

## Seizoen1
Lucas wordt door coach Whitey Durham aangenomen om te spelen bij schoolteam The Ravens. Hij krijgt al snel problemen met Nathan, de sterspeler van het team, die zich bedreigd voelt door zijn grotere halfbroer. Hij wordt nog meer boos als hij ontdekt dat Lucas verliefd is op Peyton Sawyer, Nathans vriendin. Als Peyton het uitmaakt met Nathan, begint ze een korte romance met Lucas. Als ze ontdekt dat het serieus wordt, wordt ze bang en maakt ze het uit.
Nadat Lucas over Peyton heen is, begint hij een relatie met hoofdcheerleader Brooke Davis. Hij ontdekt echter dat hij nog gevoelens heeft voor Peyton. Als Peyton ook nog op Lucas verliefd blijkt te zien, zoenen ze elkaar in een motel. Lucas beseft dat hij bij Peyton wil zijn, maar is te bang om het uit te maken met Brooke. Omdat ook Peyton haar mond houdt, beginnen de twee een affaire. Echter, als op een avond Peyton het besluit te vertellen, belandt Lucas in een auto-ongeluk, die werd veroorzaakt door Keith, die dronken achter het stuur zat. Hij werd gered door Dan, die nu voor het eerst erkende dat Lucas zijn zoon was.
Als Lucas ontwaakt uit zijn coma, maakt hij het uit met Brooke. Als Brooke ontdekt dat Lucas een affaire heeft, eindigt ze elke vorm van contact met Lucas. Ook wil ze geen vriendschap meer met Peyton. Een gefrustreerde Lucas gaat naar een bar, waar hij Nicki ontmoet. Ze krijgen later die avond een onenightstand. Als Peyton hierachter komt, wil ze ook niets meer te maken hebben met Lucas. Lucas is ontevreden over zijn leven in Tree Hill en trekt in bij zijn oom, die ook verhuisd is nadat Karen hem heeft afgewezen. 
De relatie tussen Lucas en Nathan verbetert overigens ook, als ze ontdekken twee dingen met elkaar gemeen te hebben. Ten eerste hebben ze allemaal een hekel aan Dan en ten tweede hebben ze allebei een relatie met Haley.

## Seizoen 2
Wanneer Dan een hartaanval krijgt, keert Lucas terug naar Tree Hill, uit medelijden voor Nathan. Op school lijkt alles beter te gaan, als Peyton en Brooke weer tegen hem willen praten. Ondertussen krijgt hij ook een relatie met Anna Taggaro. Hij maakt het echter al snel uit als hij ontdekt nog steeds verliefd te zijn op Brooke, die op dat moment een relatie heeft met Felix Taggaro. Zijn nieuwe relatie met Nathan verslechtert als Nathan ongelukkig is wanneer Haley hem verlaat om op tour te gaan. Ondertussen ontdekt hij ook dat hij de geërfde ziekte HOCM heeft. Hij vertelt dit echter aan niemand, wanneer hij erachter komt dat hij hiervoor zijn basketbalcarrière moet opgeven.
Wanneer Dan dit echter ontdekt, chanteert hij Lucas om bij hem te komen wonen. In ruil houdt hij zijn geheim en koopt hij medicijnen voor hem. Lucas accepteert het aanbod, tot grote verwarring van zijn moeder. Tegelijkertijd moet hij ook bij Dan wonen om Keith te beschermen: Dan heeft een vrouw in gehuurd om Keith te verleiden en Keith is verliefd op haar geworden. Lucas wil voorkomen dat Keith gekwetst raakt. Aan het einde van het seizoen vertelt Lucas aan zijn moeder dat hij bij Dan moet wonen om Keith te beschermen. Hij vertelt niks over zijn HOCM.
Lucas wil wraak nemen op Dan voor alles wat hij aan heeft gedaan aan wie dan ook. Hij ontdekt een duister geheim over hem, maar als Dan hem te slim af is, faalt hij. Nathan vergeeft hem dit niet en ook Dan geeft het universiteitsgeld voor hem op. Als Nathan ook ontdekt dat Lucas Haley heeft bezocht achter zijn rug om, wil hij geen vrienden meer van hem zijn.
Lucas kust aan het einde van het seizoen Brooke weer en hij vertelt Brooke wat hij voor haar voelt. Zij vertrekt echter hierna om de zomer bij haar ouders in Californië door te brengen.

## Seizoen 3
Brooke wil Lucas terug, maar wil geen vaste relatie met hem. Lucas gaat hiermee in overstemming, maar probeert haar jaloers te maken door uit te gaan met Rachel Gatina. Als Brooke hierdoor ook echt jaloers wordt, gaat ze naar huis en wordt dronken, waarna ze naar bed gaat met Chris Keller. Brooke heeft spijt en laat hem 82 brieven zien die ze in de vakantie voor hem schreef maar nooit heeft verzonden. Lucas is echt verliefd op Brooke, dus hij kan niets anders doen dan haar vergeven. Ze krijgen een relatie. Nathan maakt het tevens weer goed met Lucas.
In het derde seizoen krijgen Keith en Karen een relatie. Keith wilde net Lucas adopteren, toen Dan Keith dood schoot. Lucas kan moeilijk de dood van het vaderfiguur in zijn leven verwerken, net zoals zijn moeder. Uiteindelijk vertelt hij aan zijn moeder, aan Whitey en aan Nathan dat hij HOCM heeft. Hij stopt met basketbal en besluit een schrijver te willen worden.
Brooke komt erachter dat Peyton Lucas gezoend heeft tijdens een schietpartij op school en is bang hem kwijt te raken. Ze heeft een gebroken hart.

## Seizoen 4
Hoewel hij in de eerste paar afleveringen Brooke probeert terug te winnen, ziet Lucas al gauw in dat een kans op een relatie met haar verloren is gegaan. Hij heeft Peyton gered van de psychopathische "WATCHMEWATCHU", waardoor de band tussen de twee enorm versterkt wordt. Daarnaast helpt hij zijn moeder met haar zwangerschap en hij wil hij studeren aan de universiteit van North Carolina. Lucas mag van coach Whitey en zijn moeder 15 minuten per wedstrijd basketbal spelen, als Karen inziet dat Lucas basketballen echt mist.
Brooke en Lucas komen weer nader tot elkaar, maar beseffen al snel dat hun tijd nu niet is. Niet veel later geeft Peyton toe dat ze verliefd op Lucas is. Hoewel hij eerst geen antwoord geeft, zoen hij haar nadat de Ravens de staatskampioenschap heeft gewonnen. Hierna krijgen ze een relatie.
Wanneer Haley wordt aangereden, krijgt Lucas een hartstilstand. In zijn coma ziet hij Keith. Hij vertelt hem dat hij niet werd neergeschoten door Jimmy Edwards, wat de buitenwereld dacht. Toch onthult hij niet dat Dan hem vermoord heeft. Echter, wanneer Dan een grote rol in Karens leven begint te worden, krijgt nu ook Lucas een band met zijn vader. Maar later ontdekte Lucas via Abby dat Dan Keith had vermoord. Abby doet alsof ze getraumatiseerd is en van niks weet, op aanraden van haar moeder. Ze kan echter niet langer de waarheid geheimhouden en biecht op dat Dan Keith heeft vermoord. Lucas is razend en steelt Debs pistool met de bedoeling wraak te nemen. Wanneer hij Dan confronteert, ziet Karen dit en stort ze in. En in de seizoensfinale sloot Lucas en Nathan een deal, dat ze Dan nooit meer willen zien.